# Mecistophylla
Mecistophylla är ett släkte av fjärilar. Mecistophylla ingår i familjen mott.
Kladogram enligt Catalogue of Life:
| Mecistophylla | \| \| Mecistophylla amechanica \| \| \| \| \| \| Mecistophylla psara \| \| \| \| \| \| Mecistophylla sporadica \| \| \| \| \| \| Mecistophylla stenopepla \| \| \| \| |
|               | \| \| Mecistophylla amechanica \| \| \| \| \| \| Mecistophylla psara \| \| \| \| \| \| Mecistophylla sporadica \| \| \| \| \| \| Mecistophylla stenopepla \| \| \| \| |
|               | Mecistophylla amechanica |
|               | |
|               | Mecistophylla psara |
|               | |
|               | Mecistophylla sporadica |
|               | |
|               | Mecistophylla stenopepla |
|               | |